# Рибосомний білок L14
Рибосомний білок L14 (англ. Ribosomal protein L14) – білок, який кодується геном RPL14, розташованим у людей на короткому плечі 3-ї хромосоми.  Довжина поліпептидного ланцюга білка становить 215 амінокислот, а молекулярна маса — 23 432.
| 10         |  | 20         |  | 30         |  | 40         |  | 50         |
| ---------- |  | ---------- |  | ---------- |  | ---------- |  | ---------- |
| MVFRRFVEVG |  | RVAYVSFGPH |  | AGKLVAIVDV |  | IDQNRALVDG |  | PCTQVRRQAM |
| PFKCMQLTDF |  | ILKFPHSAHQ |  | KYVRQAWQKA |  | DINTKWAATR |  | WAKKIEARER |
| KAKMTDFDRF |  | KVMKAKKMRN |  | RIIKNEVKKL |  | QKAALLKASP |  | KKAPGTKGTA |
| AAAAAAAAAK |  | VPAKKITAAS |  | KKAPAQKVPA |  | QKATGQKAAP |  | APKAQKGQKA |
| PAQKAPAPKA |  | SGKKA      |  |            |  |            |  |            |

A: Аланін

C: Цистеїн

D: Аспарагінова кислота

E: Глутамінова кислота

F: Фенілаланін

G: Гліцин

H: Гістидин

I: Ізолейцин

K: Лізин

L: Лейцин

M: Метіонін

N: Аспарагін

P: Пролін

Q: Глутамін

R: Аргінін

S: Серин

T: Треонін

V: Валін

W: Триптофан

Цей білок за функціями належить до рибонуклеопротеїнів, рибосомних білків. 